# مردم کریتس
مردم کریتس (ترکی آذربایجانی: qrızlar) یا قرز (хърыцӏаь) یک گروه قومی ساکن در کشور جمهوری آذربایجان هستند که در چندین روستا در شهرستان‌های قوبا، خاچماز، اسماعیللی و قبله و همچنین در شهرهای باکو و سومقاییت زندگی می‌کنند.
در سال ۲۰۰۵ میلادی شمار کریتس‌ها میان ۱۰۰۰۰ تا ۱۵۰۰۰ تن بود. آن‌ها به زبان کریتسی سخن می‌گویند که از زبان‌های لزگی خانواده زبان‌های قفقازی شمال شرقی است. همچنین همه آنان به زبان ترکی آذربایجانی نیز صحبت می‌کنند.
شغل اصلی آنها دامداری است. کشاورزی و باغداری در درجه دوم اهمیت قرار دارند. آن‌ها همچنین انواع صنایع دستی مانند فرش، قالیچه و جوراب‌های پشمی طرح‌دار نیز می‌سازند.
بیش‌تر کریتس‌ها مسلمان سنی هستند.